# Ballet Mexcaltitán
El Ballet Mexcaltitán (Ballet Mexcaltitán, Danza y Arte de México) fue fundado en 1989 por el Maestro Sergio Eugenio García Pérez Nayarit, México. Su objetivo es promover y consolidar la danza folklórica de dicho estado, para hacerla única y que represente a la región. Sin embargo, la compañía también interpreta otras danzas latinoamericanas y contemporáneas, al igual que otros estilos mexicanos. El grupo de bailarines está conformado principalmente por jóvenes; sin embargo, la organización está dividida en dos secciones: el grupo principal y el grupo de niños llamado Mexcatitlán Infantil, conformado por artistas menores de edad en entrenamiento para integrarse al grupo principal. Actualmente, la compañía de baile recibe apoyo del gobierno del estado de Nayarit. 
Aunque su principal objetivo es entrenar a los artistas jóvenes en la danza folklórica tradicional mexicana, también preparan a otros artistas en disciplinas como la actuación y el canto. Esto permite a la organización crear piezas teatrales más completas, tal como el homenaje a Francisco Gabilondo Soler (Cri-Cri), quien realizaba programas de radio para niños en el siglo XX. En 2011, el grupo presentó un programa llamado Leyendas y tradiciones del antiguo Nayarit en honor al coreógrafo Jaime Buentello Bazán. Esta producción se enfocó en historias, música y danzas tradicionales del estado, especialmente del área costera.
El grupo se ha presentado tanto en el estado de Nayarit como en otras partes de México: Guadalajara, Cancún, y en el Palacio de Bellas Artes ubicado en la Ciudad de México. Así mismo ha tenido giras por Europa, Asia y todo el continente americano, visitando países como Francia, España, Bélgica, Alemania, Suiza, Inglaterra, Taiwán, República Dominicana, Argentina, Chile, Perú, Honduras, Guatemala, El Salvador, Cuba, Brasil, India, Canadá y Estados Unidos. Algunos festivales en los que se ha presentado son en el Festival Internacional Cervantino, Encuentro Internacional de Folklor “Antumapu” en la Universidad de Chile, en la Feria Interncacional del Libro en Miami, Florida. El grupo argumenta que las danzas de Jalisco son las que reciben mayor aprobación por el público al igual que son las que más identifican a México en el extranjero.